# Keriman Halis
Keriman Halis Ece (ur. 16 lutego 1913 w Stambule, zm. 28 stycznia 2012 tamże) – turecka modelka i pianistka, pochodzenia ubyskiego (szczep Abchazów).

## Życiorys
Pochodzi z rodziny ubyskiej. Przyszła na świat w Stambule jako jedno z sześciorga dziecko kupca Tevfika Halis Beja. Wśród jej krewnych był znany kompozytor Muhlis Sabahattin Ezgi i kompozytorka Neveser Kökdeş.
W lipcu 1932 zwyciężyła w konkursie Miss Turkey. Reprezentowała Turcję na konkursie Miss Universe, odbywającym się w Spa, w którym pokonała konkurentki z 27 krajów. Była jedyną Turczynką, która osiągnęła taki sukces w międzynarodowych konkursach piękności.
21 czerwca 1934 prezydent Turcji, Mustafa Kemal Atatürk nadał jej rodzinie nazwisko Ece (tur. królowa).
Była dwukrotnie zamężna (Orhan Sanus i Hasip Tamer Bej). Zmarła w 2012 w Stambule.